# Podlesí (Světlá Hora)

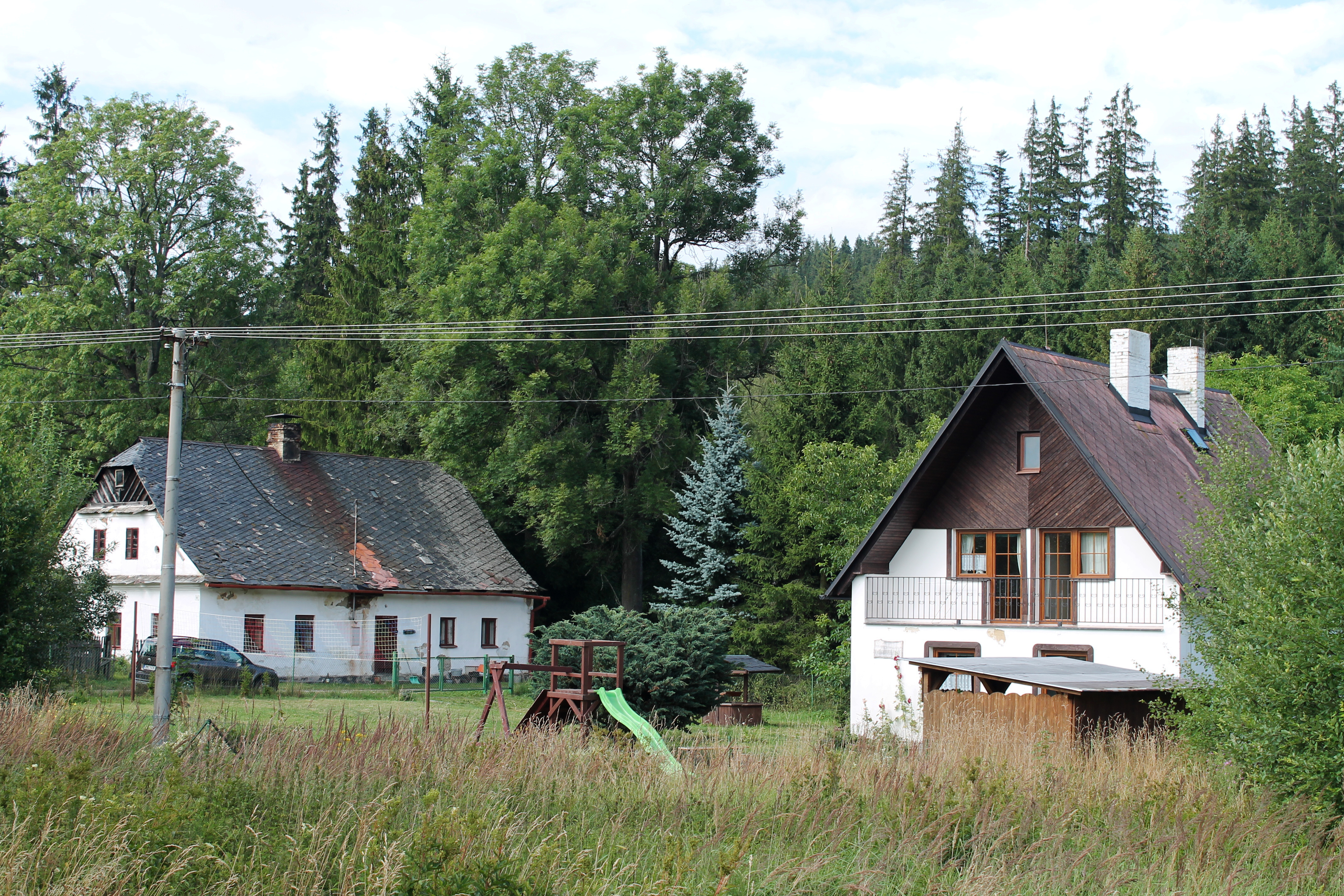
Häuser im Ortszentrum

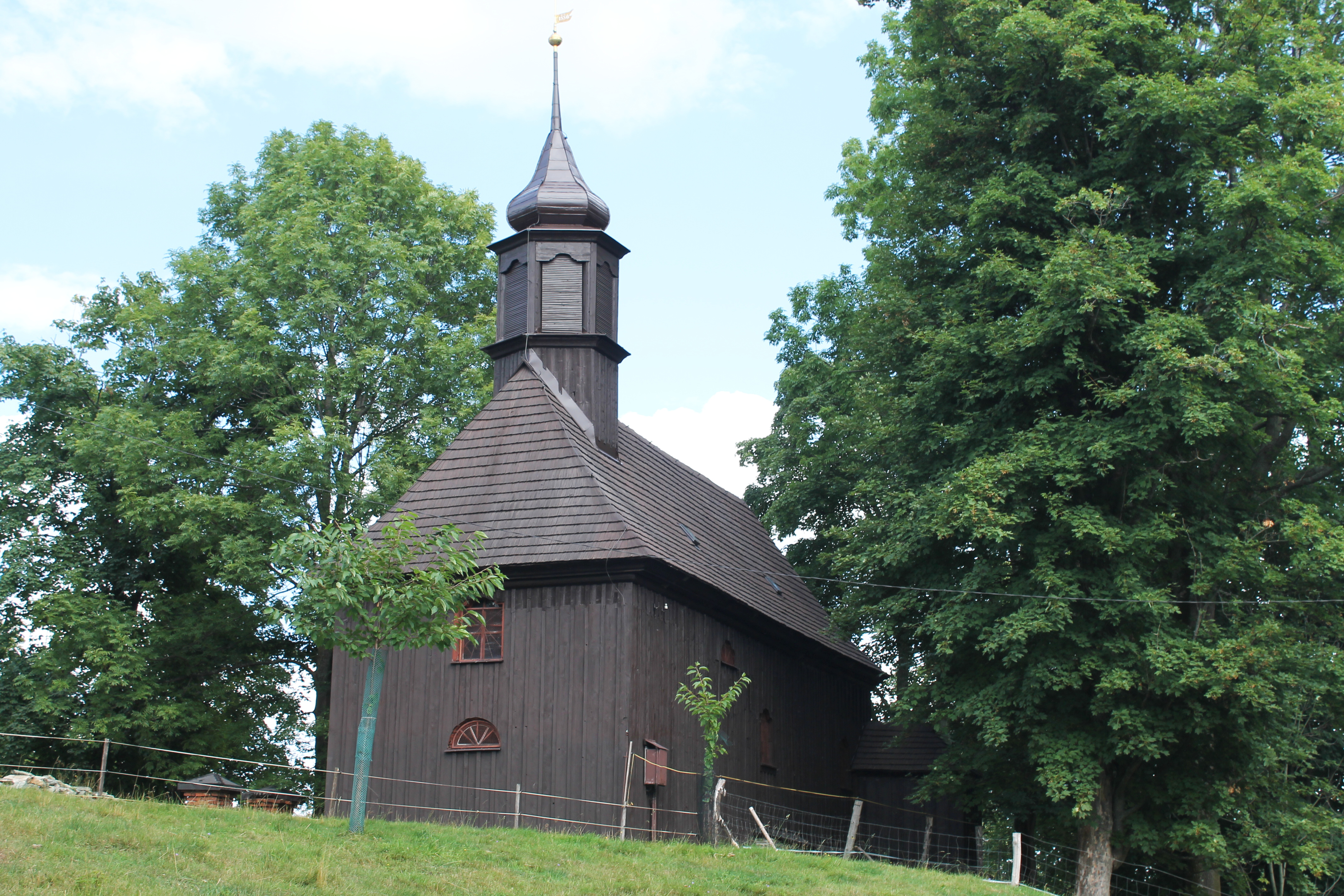
Kapelle des hl. Josef

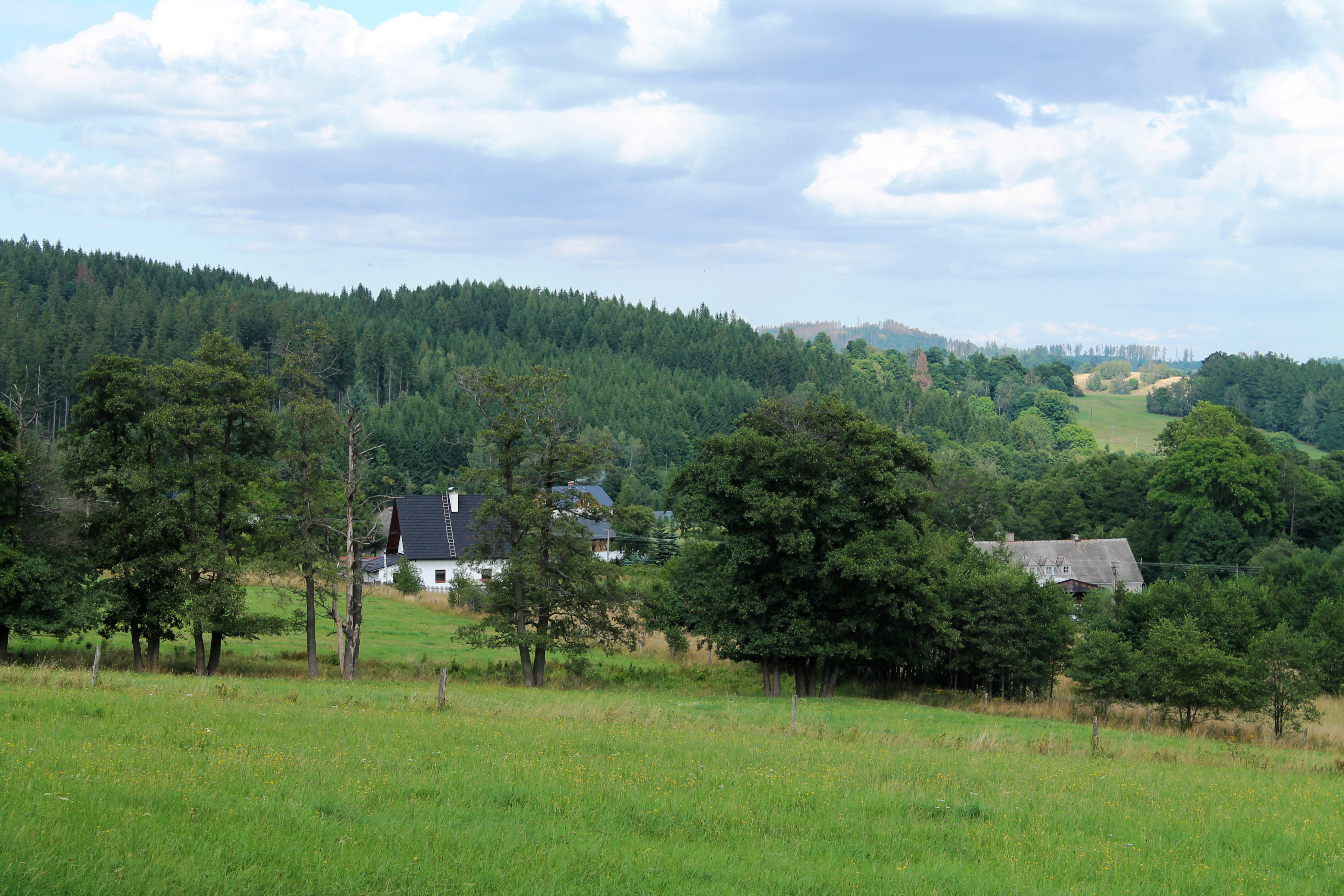
Blick auf das Dorf

Podlesí, bis 1947 Wiedergrün, ist ein Ortsteil der Gemeinde Světlá Hora in Tschechien. Er liegt 13 Kilometer nordwestlich von Bruntál (Freudenthal) und gehört zum Okres Bruntál.

## Geographie
Die von ausgedehnten Wäldern umgebene Streusiedlung Podlesí erstreckt sich im oberen Tal des Baches Černý potok (Olandbach) und an dessen Zufluss Podleský potok am Fuße des Altvatergebirges (Hrubý Jeseník). Nördlich erheben sich der Kopřivový vrch (Nesselberg, 876 m n.m.), der Strážný vrch (Hutungsberg, 766 m n.m.) und der Vollhübl (765 m n.m.), im Südosten der Stříbrný kopec (Silberberg, 706 m n.m.), südlich der Nad Podlesím (752 m n.m.) und die Strážná (746 m n.m.), im Südwesten der Rudný vrch (782 m. n.m.) und der Skalisko (Trampusfels, 797 m n.m.), westlich die Barbora (Barbara, 819 m n.m.) und der Železný vrch (Drahtberg, 859 m n.m.) sowie im Nordwesten die Prostřední skála (Mittelstein, 881 m n.m.). Der Ort liegt im Landschaftsschutzgebiet Jeseníky. Der nördliche Teil der bis auf den Sattel Hvězda (Straßenstern) reichenden Gemarkung besteht aus Bergwäldern, besiedelt ist nur der südöstliche Teil.
Nachbarorte sind Karlova Studánka (Bad Karlsbrunn), Hubertka und Ludvíkov (Ludwigsthal) im Norden, Suchá Rudná (Dürrseifen) und Stará Voda (Altwasser) im Nordosten, Světlá (Lichtewerden) im Osten, Stará Rudná (Alt Vogelseifen) im Südosten, Nová Rudná (Neu Vogelseifen) im Süden, die Wüstung Ranná (Morgenland) und Malá Morávka (Klein Mohrau) im Westen sowie Hubertov (Hubertskirch) im Nordwesten.

## Geschichte
Seit der zweiten Hälfte des 13. Jahrhunderts ist in der Gegend zwischen (Alt) Vogelseifen und Wiedergrün Bergbau nachweislich. Dieser konzentrierte sich anfänglich auf den Silberberg (Stříbrný kopec) und die Goldseifen im Oland; später wurden auch auf der Gemarkung von Neu Vogelseifen am Rudný vrch Erzgänge entdeckt. Um 1400 hatte der Bergbau seine Blütezeit erreicht und verlor danach immer mehr an Bedeutung. Die Fluren von Podlesí waren zu dieser Zeit noch unbesiedelt und bewaldet.
Zwischen 1605 und 1617 siedelten die Besitzer der Herrschaft Freudenthal, die Herren von Würben und Freudenthal, in den Wäldern am Olandbach Köhler an, die herrschaftliche Hammerwerke in Klein Mohrau und später auch in Ludwigsthal mit Holzkohle versorgte. Erstmals schriftlich erwähnt wurde Wiedergrün im Jahre 1618 im Zusammenhang mit der Errichtung eines herrschaftlichen Jägerhauses. Der Ortsname wurde wahrscheinlich auf Grund des Wiederbewuchses der gerodeten Waldflächen gewählt. Wegen der Beteiligung des Johann von Würben und Freudenthal am Böhmischen Ständeaufstand von 1618 wurde die Herrschaft nach der Schlacht am Weißen Berg konfisziert und 1621 für 200.000 Gulden an den Deutschen Orden verkauft. 1622 ließ der Statthalter Georg Wilhelm von Elkershausen gen. Klippel auf dem Schlag einen Meierhof und ein weiteres Haus (Nr. 1 und Nr. 38) errichten. Der Orden begann 1625 mit der Rekatholisierung der Gegend.
Die eigentliche Ortsgründung erfolgte im Jahre 1630, als der Orden dem Lokator und späteren Erbrichter Christian Graupner und 15, aus dem Glatzer Land und dem Fürstentum Neisse stammenden Siedlern, Land um den Meierhof zuwies. 1636 beklagten sich die Siedler über den geringen Ertrag ihrer steinigen Felder, wodurch sie zu ihrem Lebensunterhalt auch Handel oder Handwerk ausüben bzw. in den Bergwerken arbeiten mussten. Die ersten Kirchbücher wurden 1638 in Alt Vogelseifen geführt. 1661 entstanden neun weitere Häuser, so dass Wiedergrün nunmehr aus 31 Häusern bestand. 1680 starb ein Drittel der Einwohner bei einem Ausbruch der Pest. Auf einem von der Familie Riedel überlassenen Grundstück am oberen Ende des Dorfes am Weg nach Morgenland entstand 1748 die Kapelle des hl. Josef. Im Jahre 1770 bestand das Dorf aus 49 Häusern. 1772 wurde der Meierhof aufgelassen und seine Fluren parzelliert. 1776 wurde im Haus Nr. 16 mit dem Schulunterricht begonnen. 1824 bezog die Schule ein neu errichtetes Schulhaus.
Im Jahre 1835 bestand das an der Straße nach Karlsbrunn gelegene Dorf Wiedergrün aus 55, durch große Wiesenflächen und Gärten getrennten, hölzernen Häusern mit 328 deutschsprachigen und katholischen Einwohnern, die von der Landwirtschaft und Viehzucht, die Kleinhäusler von Leinwandweberei bzw. Tagelohn lebten. Im Ort gab es einen Erbrichter, einen Freibauern, elf Großhäusler, ansonsten Kleinhäusler, eine Trivialschule, einen Friedhof und eine hölzerne Messkapelle. Pfarrort war Alt Vogelseifen. Die Nutzfläche umfasste 272 Joch Ackerland, 70 Joch Wiesenland und acht Joch Hutweiden. Bis zur Mitte des 19. Jahrhunderts blieb Wiedergrün der Minderherrschaft Freudenthal untertänig.
Nach der Aufhebung der Patrimonialherrschaften bildete Wiedergrün ab 1849 eine Gemeinde im Gerichtsbezirk Freudenthal. Ab 1869 gehörte Wiedergrün zum Bezirk Freudenthal. Zu dieser Zeit hatte das Dorf 403 Einwohner und bestand aus 55 Häusern. Im Jahre 1900 lebten in Wiedergrün 291 Personen, 1910 waren es 258. 1903 entstand die Straße von Alt Vogelseifen über Wiedergrün nach Karlsbrunn. Die Freiwillige Feuerwehr wurde 1910 gegründet und 1914 das Spritzenhaus errichtet. Nach dem Zusammenbruch der k.k. Monarchie wurde die Gemeinde 1918 Teil der neu gebildeten Tschechoslowakei. Beim Zensus von 1921 lebten in den 56 Häusern der Gemeinde Wiedergrün 307 Personen, darunter 301 Deutsche und ein Tscheche. 1927 wurde in der Schule mit dem Unterricht in tschechischer Sprache begonnen, er wurde 1930 wieder eingestellt. Zwischen 1929 und 1930 erfolgte die Elektrifizierung des Dorfes. Im Jahre 1930 bestand die Gemeinde Wiedergrün aus 54 Häusern und hatte 297 Einwohner; 1939 waren es 262. Nach dem Münchner Abkommen wurde die Gemeinde 1938 dem Deutschen Reich zugesprochen und gehörte bis 1945 zum Landkreis Freudenthal. Nach dem Ende des Zweiten Weltkrieges wurde Wiedergrün wieder Teil der Tschechoslowakei. Im Mai 1945 lebten in der Gemeinde 220 Personen, darunter vier Tschechen. Die deutschsprachige Bevölkerung wurde 1946 größtenteils vertrieben und der Ort mit Tschechen besiedelt. Zu dieser Zeit bestand das Dorf aus sechs großen Bauernhöfen, drei Gaststätten, zwei Läden, einem Hegerhaus, der Kapelle mit Friedhof, dem Gemeindeamt, einem Postamt und einem Spritzenhaus. Am 10. September 1946 beschloss der örtliche Nationalausschuss von Wiedergrün die Umbenennung der Gemeinde in Podlesí; ausschlaggebend für den neuen Namen war die Lage des Dorfes unterhalb des Waldes. Offiziell wurde der neue Name erst 1947 nach der Genehmigung durch das Innenministerium. Im Jahre 1950 lebten in den 54 Wohnhäusern der Gemeinde nur noch 119 Personen. Mehrere Häuser blieben unbewohnt und wurden später abgerissen. 1962 wurde Podlesí nach Rudná pod Pradědem eingemeindet. Wegen der schlechten Verkehrsanbindung, fehlenden Arbeitsplätzen und dem geringen Lohnniveau erfolgte seit der zweiten Hälfte des 20. Jahrhunderts eine starke Abwanderung und der Verlust der dörflichen Infrastruktur; sämtliche Gaststätten, Läden, die Post und die Schule wurden geschlossen. Im Jahre 1970 hatte Podlesí lediglich 33 Einwohner. Am 1. Januar 1980 wurde die Gemeinde Rudná pod Pradědem aufgelöst und ihre Ortsteile nach Světlá Hora eingemeindet. Podlesí verblieb auch nach der Ende 1990 erfolgten Wiedererrichtung der Gemeinde Rudná pod Pradědem bei Světlá Hora. Im Jahre 1991 bestand Podlesí aus 12 Wohnhäusern und hatte 24 Einwohner. Beim Zensus von 2011 lebten in den 33 Häusern von Podlesí 90 Personen. Von den 80 Häusern des Dorfes werden 33 als Einfamilienhäuser und 32 als Wochenendhäuser genutzt. Im Jahre 2023 hatte das Dorf 97 Einwohner.

## Gemeindegliederung
Der Ortsteil Podlesí bildet den Katastralbezirk Podlesí pod Pradědem. Von der 818 ha umfassenden Gemarkung sind 573 ha Wald und 214 ha landwirtschaftliche Nutzfläche, davon 197 ha Grünland.

## Sehenswürdigkeiten
- Gezimmerte Kapelle des hl. Josef, erbaut 1748. Sie wurde 1776 erweitert.
- Lípy u Koňaříků, zwei mächtige Winterlinden bei einem Gehöft
- Jasany v Podlesí, drei Gemeine Eschen, nördlich des ehemaligen Friedhofes
- Vodičkova lípa, Winterlinde vor dem Haus Nr. 33, der 21 m hohe Einzelbaum hat einen Stammumfang von 4,8 m.
- Jasan na Ranné, der wahrscheinlich 1809 gepflanzte und weithin sichtbare Solitärbaum mit einem Stammumfang von drei Metern und einer Höhe von 18 Metern steht 500 m nördlich der Wüstung Morgenland auf der Gemarkung Podlesí pod Pradědem an einer Weggabelung. Volkstümlich wurde der Baum nach einem in der Nähe gestandenen Bildstock der hl. Barbara Barbara, später Vévoda z Morgenlandu (Herzog vom Morgenland) genannt.
- Wegkreuz
- Mehrere Häuser in Volksbauweise